# 崔廷勋
崔廷勋（?—?），怀州河内县人，中国五代十国、辽朝軍人、政治人物。
崔廷勋相貌魁梧，胡须优美。从小失陷在契丹，在契丹担任云州大同节度使、侍中。947年，辽太宗灭后晋，进入开封，将晋出帝安置在封禅寺，让他带兵看守。崔廷勋转任河阳节度使，防备太原的刘知远。契丹北撤之后，武行德率军到达河阳，崔廷勋派兵送耿崇美到潞州，武行德趁城中空虚占领了河阳。将士们推举武行德为河阳都部署。崔廷勋和耿崇美来到泽州，听说史弘肇的军队已进入潞州，不敢前进，领兵南下。史弘肇派马诲前去追击，打败了敌军。耿崇美、崔廷勋和奚王拽剌退守怀州。不久崔廷勋、耿崇美、奚王拽剌联兵逼近河阳城，武行德被崔廷勋击败。拽剌想要攻城，崔廷勋说：“现在契丹的军队已向北撤退了，得到这座城池有什么用！而且杀死一个人还觉得可惜，更何况毁灭一个城呢！”听说史弘肇已取得泽州，于是就放弃河阳，退守怀州。史弘肇军队临近泽州，崔廷勋等人率领众军向北逃走，路过卫州，大肆抢掠而离去。辽太宗死后，崔廷勋回到恒州。后汉初期，他和耶律拔里得逃到定州，后来在辽国去世。

## 延伸阅读
[在维基数据编辑]
 《舊五代史/卷98》，出自薛居正《舊五代史》